# Вулгата
Вулгата (на латински: Vulgata) е каноничният превод на латински на Библията за служба в Католическата църква. Утвърден е за такъв на Трентския събор, на който е възприета контрареформацията като църковна доктрина.
Преводът е направен от свети Йероним по поръчение на папа Дамас I. Представлява ревизия на дотогавашния стар латински превод на Библията Vetus Latina (или просто Латина) и е направен между 383 и 406 г. Преводът се налага поради възникналите спорове между евреи и християни по онова време, нерядко основавани на текстови различия между еврейските свещени книги и превода на Септуагинта. Целта на Блажени Йероним била да отстрани тези несъответствия между еврейския и латинския текст. Поради това той не използвал Септуагинтата като основа, а създал нов точен превод от староеврейски на вехтозаветните книги, с което веднъж завинаги да отстрани лингвистичните спорове между евреи и християни. За целта Йероним изучил до съвършенство староеврейския, усъвършенствайки го при учител равин, като предварително се сдобил с авторитетни староеврейски текстове на вехтозаветните книги. През 389/90 г. Йероним започва от староеврейски текстове нов латински превод на Стария завет. Завършва го през 405 г.
Този нов превод на латински на Библията, вече от староеврейски, остава в Библеистиката с прозвището Вулгата. В него Йероним запазва в новия превод текстовете на добилите гражданственост от стария превод евраизми и гърцизми, подобрявайки същевременно стила и езика, и съобразявайки се с рецензиите на Акила, Симах и Теодотион. Повечето старозаветни книги са преведени наново от староеврейски и койне оригинали, а няколко от старозаветните и всички новозаветни книги са взети от стария латински превод, като в някои са внесени поправки (напр. в евангелията). Вулгата, според Августин Блажени, става изключително постижение за латинската проза, макар някои богослови като Руфин Аквилейски да посрещнали критично новия превод.
През VIII век, по времето на Карл Велики, Вулгата се налага окончателно като верен текст на латински на Библията. През 1516 г. Еразъм Ротердамски публикува анотиран превод от гръцки на Новия завет и поставя под въпрос авторитета на Вулгатата. През 1546 г., противопоставяйки се на протестантските преводи, контрареформаторския събор в Тренто обявява Вулгатата за автентичния превод на Библията за Католическата църква. Вторият Ватикански събор от 1979 г. одобрява т.нар. Нова Вулгата (Nova Vulgata) – нов превод на Библията на латински, основаващ се на старата Вулгата и древните ръкописи.